# Дідушанка
Дідушанка (до 1946 року хутора Щербинські Корчми, Щербинський Виселок) — село у Житомирському районі Житомирської області. Розташоване за 20 км від Житомира, за 18 км від селища Черняхова.

## Історія
Зі слів старожительки Анастасії Артемівни Хомик відомо, що колись приблизно в 1750 році, коли жив її прадідусь, було засноване село Дідушанка.  177 чоловік жили і працювали й старанно займалися землеробством, скотарством, хмелярством. [джерело?]
В 1917 році село входить до складу Української Народної Республіки.
Внаслідок поразки Перших визвольних змагань село надовго окуповане більшовицькими загарбниками.
В 1930 році було організовано комуну яка в майбутньому переросла в колгосп «Перемога». Першим головою колгоспу був Василь Терещук. Активними організаторами колгоспу були: Хомик Анастасія Артемівна, Юхимчук Марія Дмитрівна, Котенко Ольга Дмитрівна, Котенко Єва Євгеніївна, Мартинчук Ольга Йосипівна.
Жителі села перенесли страшний голод у період Голодомору 1932–1933 років. Тоді було вбито понад 60 жителів села. Зокрема, у сім'ї Юхимчук М. Д. та її сестри Котенко О. Д. помер батько, мати та четверо дітей.
Під час Другої світової війни була спалена одна хата, розстріляно в урочищі «Роща» сім'ю військовополоненого з жителькою села та інших полонених червоноармійців. На честь перемоги СРСР у війні і в рамках радянської ідеологічної кампанії село було перейменоване в село Перемога.
Анастасія Артемівна Хомик розповіла, що через село Дідушанка проїздила цариця Росії Катерина II, яка веліла посадити в знак її проїзду дерева на вулиці. Були посаджені верби, груші, сосни. Одне дерево — сосна росте і зараз неподалік оселі Анастасії Артемівни Хомик. Через села Дідушанка, Вільськ, хутір Ялинівка ішов Тарас Шевченко в місто Звягель.
Уродженку села Марію Миколаївну Рожко за трудові успіхи радянською владою було нагороджено орденом Трудового Червоного Прапор та іншими державними нагородами.
З 24 серпня 1991 року село входить до складу незалежної України.
2006 р. — у селі Перемога 54 двори, проживає — 104 жителі.
19 вересня 2024 року Верховна Рада підтримала перейменування села Перемога на Дідушанка. 26 вересня 2024 року перейменування набуло чинності.

## Населення

### Мова
Розподіл населення за рідною мовою за даними перепису 2001 року:
| Мова       | Кількість | Відсоток |
| ---------- | --------- | -------- |
| українська | 124       | 100%     |